# Monte Peritondo
Il Monte Peritondo è un rilievo dell'isola d'Elba.

## Descrizione
Situato nel settore nord-orientale dell'isola, presso Rio nell'Elba, raggiunge un'altezza di 287 metri sul livello del mare. Si trova a breve distanza dal Monte Serra.
Il toponimo originale, attestato nel XIV secolo, era Poggio di Gondo, dal nome personale medievale Gondo; nel tempo si è avuta la corruzione nell'attuale Peritondo o Piritondo, mentre al XVIII secolo è datata la corruzione Piè di Bondo. Erroneamente, nel passato, l'etimologia del toponimo venne ricercata nel latino tardo perrotundus e nel nome personale longobardo Perimund.